# Lista de línguas
Abaixo está a lista de línguas. Estão incluídas línguas naturais e artificiais. No caso das naturais, são divididas em suas famílias, grupos e subgrupos.

## Famílias por origem comum
Os idiomas nesta lista pertencem a grandes famílias cuja relação genética foi conclusivamente demonstrada. Cada família agrupa idiomas com um mesmo ancestral comum.

### Família indo-europeia

#### Grupo itálico
Falado em: Sul da Europa, América Latina e África Subsaariana. Minorias na Ásia.
- Osco-Úmbrio †
  - Osco †
  - Piceno †
  - Úmbrio †
- Volsco †
- Latino-falisco
  - Falisco †
  - Venético †
  - Sículo †

Primeiras línguas da Península Itálica.

  - Latim — Língua falada no antigo Império Romano e mantida pela Igreja Católica no Estado do Vaticano. Deu origem às demais línguas românicas (latinas ou neolatinas).
    - Arromeno — língua falada no sudeste da Europa.
    - Romeno — língua oficial da Romênia e da Moldávia.
      - Istrorromeno
      - Meglenorromeno

    - Dálmata † — já falada na região da Dalmácia, atualmente considerada uma língua morta.
    - Istriota — língua falada no sudoeste da península de Ístria, na Croácia.
    - Italiano — língua oficial da Itália, da Suíça, de San Marino e do Vaticano.
    - Judeu-italiano
    - Napolitano-calabrês — língua falada na região de Nápoles, no sul da Itália.
    - Siciliano — língua falada na ilha da Sicília, na Itália.
    - Emiliano — língua falada na região histórica da Emília, no norte da Itália.
    - Lígure — língua falada na região da Ligúria, no noroeste da Itália.
    - Lombardo — língua falada na região da Lombardia, no norte da Itália.
    - Piemontês — língua falada na região de Piemonte, no noroeste da Itália.
    - Romagnol — língua falada na região histórica da Romanha, no norte da Itália.
    - Vêneto — língua falada na região do Vêneto, no nordeste da Itália.
    - Francês — língua oficial da França, Bélgica, Suíça, Canadá e países da África colonizados por franceses como Togo, Ruanda, Costa do Marfim e Camarões.
      - Francês cajun

    - Jèrriais — língua falada na ilha de Jersey.
    - Picardo — língua falada no Flandres (Belgica) e no norte da França.
    - Valão — língua falada na Bélgica.
    - Arpitano — língua falada na região da Arpitânia.
    - Friulano — língua falada na região do Friuli-Venezia Giulia, Itália.
    - Ladino  — língua falada na região das Montanhas Dolomitas.
    - Romanche — uma das quatro línguas oficiais da Suíça, também falada no nordeste da Itália.
    - Catalão — língua oficial da Catalunha (Espanha) e de Andorra.
    - Occitano — língua falada na região histórica da Occitânia.
    - Shuadit † — língua judaico-românica já falada no sul da França, hoje considerada extinta.
    - Asturiano — língua falada nas Astúrias, Leão e Cantábria, Espanha.
    - Mirandês — segunda língua oficial em Miranda do Douro e região, Portugal.
    - Estremenho — língua falada na região da Estremadura, Espanha.
    - Judeu-espanhol — língua judaico-românica falada em comunidades sefarditas.
    - Espanhol — língua oficial da Espanha e de grande parte dos países da América Latina.
      - Espanhol amazônico

    - Fala da Xálima — língua falada no oeste da província de Cáceres, na Espanha.
    - Galego — língua oficial na Galiza, Espanha.
    - Minderico — variante linguística falada em Minde, Portugal.
    - Português — língua oficial de Portugal, Brasil e outros países colonizados por portugueses na África e na Ásia, como Angola, Moçambique e Timor-Leste.
    - Aragonês — língua falada em Aragão, Espanha.
    - Corso — língua falada na ilha de Córsega, França.
    - Sardo — língua falada na ilha de Sardenha, Itália.

#### Grupo celta
Falado em: Ilhas Britânicas e França
- Celta continental

As nações celtas, onde está concentrado os falantes das atuais línguas celtas.

  - Gaulês † — língua falada na França (língua morta);
    - Nórico †
    - Gálato †
    - Galaico †
    - Lusitano †
    - Lepôntico †
    - Celtibérico †

  - Britônico
    - Picto †
    - Cúmbrico †
    - Bretão — língua falada no oeste da Bretanha, França.
    - Córnico - língua falada na península da Cornualha, no sudoeste da Inglaterra, Reino Unido.
    - Galês — língua falada no País de Gales, Reino Unido.
- Celta insular
  - Goidélico †
  - Gaélico
    - Irlandês — língua falada na Irlanda.
    - Gaélico escocês — língua falada na Escócia.
    - Manx — língua falada na Ilha de Man.

#### Grupo germânico
Falado em: centro-norte da Europa, América do Norte, Oceania e África Subsaariana. Minorias na América do Sul.
- Germânico ocidental
  - Alto-alemão
    - Alemão — língua oficial da Alemanha, Áustria e Liechtenstein e uma das línguas oficiais da Suíça, Luxemburgo, Namíbia e Bélgica.
      - Luxemburguês — língua oficial de Luxemburgo
      - Limburguês Falado principalmente da região dos Países Baixos de Limburgo
      - Francônio  — Língua falada na região Alemã da Francônia

    - Bávaro
      - Címbrio
      - Mocheno
      - Iídiche — língua dos judeus da Europa antes da criação do estado de Israel, sendo uma mistura entre o alemão e o hebraico

  - Baixo-alemão — língua falada no norte dos Países Baixos
    - Baixo-saxão neerlandês
    - Baixo alemão ocidental
    - Baixo alemão oriental

  - Baixo-francônio
    - Neerlandês — língua falada nos Países Baixos e na Bélgica.
      - Flamengo — Variante dialetal do neerlandês, falado no sul dos Países Baixos e no norte da Bélgica.

    - Africâner — adaptação do neerlandês criada na colonização do continente africano, hoje língua oficial na África do Sul
    - Zelandês

  - Anglo-frísio
    - Inglês — língua principal no Reino Unido, Austrália, Canadá, EUA, Nigéria, África do Sul e muitas outras ex-colônias britânicas.
      - Ânglico escocês
      - Yola †

    - Frísio — língua falada nos Países Baixos, é a língua viva mais próxima do inglês.
- Germânico setentrional
  - Escandinavo ocidental
    - Islandês — língua falada na Islândia.
    - Norueguês — língua falada na Noruega.
    - Faroês — língua falada nas Ilhas Faroés.
    - Norn †

  - Escandinavo oriental
    - Dinamarquês — língua falada na Dinamarca.
    - Sueco — língua falada na Suécia e na Finlândia.
    - Gútnico †
- Gótico — língua atualmente extinta.

#### Grupo balto-eslávico
Falado em: Europa oriental
- Eslavo ocidental
  - Eslovaco — Língua falada na Eslováquia
  - Polonês — Língua falada na Polônia
  - Tcheco — Língua falada na Tchequia
- Eslavo oriental
  - Bielorrusso — Língua falada na Belarus
  - Russo — Língua falada na Rússia, na Belarus, na Ucrânia e no Cazaquistão
  - Ucraniano — Língua falada na Ucrânia
- Eslavo meridional
  - Bósnio — Língua falada na Bósnia e Herzegovina
  - Búlgaro — Língua falada na Bulgária
  - Croata — Língua falada na Croácia
  - Eslavo eclesiástico †
  - Esloveno — Língua falada na Eslovênia
  - Macedônio — língua oficial da Macedônia do Norte
  - Montenegrino — Língua falada em Montenegro
  - Sérvio — Língua falada na Sérvia
- Báltico
  - Curônio †
  - Lituano Língua Oficial da Lituania
  - Letão Língua Oficial da Letônia
  - Prussiano †

#### Grupo iraniano
Falado em: Ásia Central
- Balúchi — falada na província do Baluchistão, no Paquistão
- Curdo — língua falada na região do Curdistão.
- Osseto — língua oficial na região da Ossétia, dividida entre Rússia e Geórgia
- Pastó — Também chamado "pachto" ou "pushtun", é a língua oficial do Afeganistão
- Persa — língua falada no Irã, Paquistão e região.
- Tajique — língua oficial do Tadjiquistão

#### Grupo indo-ariano
Falado em: Subcontinente Indiano
- Sânscrito
- Hindi — falado na Índia
- Urdu — falado no Paquistão
- Nepali — falado no Nepal
- Bengali — falado em Bangladesh e em Bengala Ocidental
- Cingalês — falado no Sri Lanka
- Divehi
- Guzerate — oficial no estado de Gujarat, na Índia
- Panjabi — oficial no estado de Punjab, dividido entre Índia e Paquistão
- Marata — oficial no estado de Maharashtra, Índia
- Oriá — oficial no estado de Orissa, Índia
- Biari — oficial no estado de Bihar, Índia
- Hariani — oficial no estado de Haryana, Índia
- Assamês — oficial no estado de Assam, Índia
- Sindi — oficial na província de Sind, Paquistão
- Romani — língua dos ciganos

#### Grupo anatólio
Falado em: Península da Anatólia (atual Turquia)
- Hitita †
- Lício †
- Lídio †
- Luvita †
- Palaíta †

#### Outras línguas indo-europeias
- Albanês — falado na Albânia[24]
- Armênio — falado na Armênia[25]
- Dácio †[26]
- Frígio †[27]
- Grego — falado na Grécia[28]
- Ilírio †[29]
- Trácio †[30]
- Tocariano †[31]

### Família camito-semítica ou afro-asiática

#### Grupo semita
Falado em: Oriente Médio e norte da África
- Acadiano
- Amárico — língua oficial da Etiópia
- Árabe — Falado na Arábia Saudita, Marrocos, Argélia, entre muitos outros. Língua original do Corão.
- Aramaico — diz-se geralmente ser a língua nativa de Jesus Cristo
- Ge'ez †
- Hebraico — Falado no atual Estado de Israel, língua original do Velho Testamento da Bíblia
- Maltês — língua oficial da Ilha de Malta
- Tigré — língua oficial da Eritreia
- Tigrínia — língua falada na Eritreia e na Etiópia

#### Grupo egípcio
Falado em: Egito
- Egípcio arcaico † — língua do Antigo Egito, falada pelos faraós[33].
- Copta — língua falada no Egito moderno, usada na liturgia da Igreja Copta[34]

#### Grupo cuchítico
Falado em: Região do Sahel
- Somali — língua oficial da Somália
- Afar — língua falada na Etiópia e no Jibuti
- Beja — língua falada na costa do Mar Vermelho
- Oromo — língua falada predominantemente no leste da Etiópia

#### Outras línguas camito-semíticas
- Berbere — falado em toda a região do Magrebe[36]
- Ongota — falado na Etiópia[37]

### Família dravídica
Falado em: sul da Índia e Sri Lanka
- Canará
- Malaialo
- Tâmil
- Telugo

### Família urálica
Línguas urálicas constituem uma família de línguas com aproximadamente 30 diferentes idiomas falados por cerca de 20 milhões de pessoas

#### Grupo fino-permiano
Falado em: Norte da Europa e Rússia
- Finlandês
- Estoniano
- Lapão
- Carélio
- Íngrio
- Vótico
- Mari
- Udmurte
- Mordóvio
- Komi

#### Grupo úgrico
Falado em: Hungria; minorias na Rússia
- Húngaro
- Khanty
- Mansi

#### Grupo samoiedo
Falado em: Sibéria
- Nenets
- Enets
- Selkup

#### Outras línguas urálicas
- Yukhagir

### Família nígero–congolesa
As línguas nigero-congolesas são uma família de línguas, sendo a maior das línguas africanas, tanto quanto ao número de falantes, quanto à área geográfica

#### Grupo adamawa–ubangui
Falado em: África Central
- Ngbandi
- Zande

#### Grupo atlântico ocidental
Falado em: África Ocidental
- Balanta
- Fula
- Temne
- uolofe

#### Grupo benue–congo
Falado em: metade sul da África; minorias no Brasil e Caribe
- Ibo
- Iorubá
- Subgrupo bantu:
  - Bemba Língua falada na República Democrática do Congo, Zâmbia e Botsuana
  - Congo Língua falada na República Democrática do Congo, Angola e na República do Congo
  - Duala
  - Fang
  - Luganda
  - Herero
  - Lingala
  - Macua
  - Nianja
  - Nyarwanda
  - Quimbundo
  - Rundi
  - Sesoto
  - Suaíle
  - Suazi
  - Tsonga Língua Falada na África do Sul, Moçambique, Zimbábue e Suazilândia
  - Tsuana Língua falada na Botsuana, África do Sul, e Zimbábue
  - Umbundo Falado em Angola com minorias na Namíbia
  - Xossa Língua falada na África do Sul e no Lesoto
  - Xona Falado no Zimbábue, Moçambique, Zâmbia e Botsuana
  - Zulu  Língua falada na África do Sul

### Família sino-tibetana
Falado em: China e região do Himalaia

#### Grupo chinês
- Mandarim
- Cantonês
- Taiwanês
- Wu
- Hakka
- Gàn

#### Grupo tibeto-birmanês
- Tibetano
- Birmanês
- Dzonghka

#### Grupo quiângico
- Quiângico
- Ersu
- Pumi
- Tangut

### Família esquimó-aleutiana
Falado em: Ilhas Aleutas, Groenlândia e norte do Canadá
- Aleúte
- Inuktitut
- Yupik
- Alutiiq
- Groenlandês

### Família austronésia
As línguas austronésias são uma família de línguas com uma vasta área de distribuição pelas ilhas do sudeste asiático e do Pacífico

#### Grupo formosiano
Falado em: Taiwan
- Atayal
- Seediq
- Bunun
- Amis
- Kavalan
- Paiwan
- Saisiyat
- Puyuma
- Rukai
- Tsou

#### Grupo malaio-polinésio
Falado em: Oceania e Sudeste da Ásia
- Malaio
- Javanês
- Palauense
- Indonésio
- Chamorro
- Maori
- Sundanês

#### Grupo bornéu-filipino
Falado em: Filipinas e Madagascar
- Tagalog
- Cebuano
- Ilokano
- Malgaxe

#### Grupo micronésio
Falado em: países da Micronésia
- Gilbertês
- Nauruano
- Marshalês
- Fijiano

### Família maia
Falado em: México, Belize e Guatemala.
| Família | Ramo                 | Grupos           | Subgrupos             | Subramo               | Língua                            | Código ISO | Falantes                                                   |
| ------- | -------------------- | ---------------- | --------------------- | --------------------- | --------------------------------- | ---------- | ---------------------------------------------------------- |
| Maia    | Cholano-tseltalano   | Chol             | Cholano               | Cholano               | Chontal, Tabasco                  | chf        | 55 000 no México                                           |
| Maia    | Cholano-tseltalano   | Chol             | Cholano               | Cholano               | Chol, Tila                        | cti        | 44 000 no México                                           |
| Maia    | Cholano-tseltalano   | Chol             | Cholano               | Cholano               | Chol, Tumbalá                     | ctu        | 90 000 no México                                           |
| Maia    | Cholano-tseltalano   | Chol             | Chorti                | Chorti                | Chorti                            | caa        | 30 000 na Guatemala                                        |
| Maia    | Cholano-tseltalano   | Tseltalano       | Tseltalano            | Tseltalano            | Tseltal, Bachajón                 | tzb        | 100 000 no México                                          |
| Maia    | Cholano-tseltalano   | Tseltalano       | Tseltalano            | Tseltalano            | Tsotsil, Chamula                  | tzc        | 130 000 no México                                          |
| Maia    | Cholano-tseltalano   | Tseltalano       | Tseltalano            | Tseltalano            | Tsotsil, Chenalhó                 | tze        | 35 000 no México                                           |
| Maia    | Cholano-tseltalano   | Tseltalano       | Tseltalano            | Tseltalano            | Tseltal, Oxchuc                   | tzh        | 90 000 no México                                           |
| Maia    | Cholano-tseltalano   | Tseltalano       | Tseltalano            | Tseltalano            | Tsotsil, Venustiano Carranza      | tzo        | 4 000 no México                                            |
| Maia    | Cholano-tseltalano   | Tseltalano       | Tseltalano            | Tseltalano            | Tsotsil, San Andrés Larrainzar    | tzs        | 50 000 no México                                           |
| Maia    | Cholano-tseltalano   | Tseltalano       | Tseltalano            | Tseltalano            | Tsotsil, Huixtán                  | tzu        | 20 000 no México                                           |
| Maia    | Cholano-tseltalano   | Tseltalano       | Tseltalano            | Tseltalano            | Tsotsil, Zinacantán               | tzz        | 25 000 no México                                           |
| Maia    | Huastecano           | Huastecano       | Huastecano            | Huastecano            | Chicomucelteco                    | cob        | extinto                                                    |
| Maia    | Huastecano           | Huastecano       | Huastecano            | Huastecano            | Huasteco , Nordeste               | hsf        | 1 700 no México                                            |
| Maia    | Huastecano           | Huastecano       | Huastecano            | Huastecano            | Huasteco, Veracruz                | hus        | 50 000 no México                                           |
| Maia    | Huastecano           | Huastecano       | Huastecano            | Huastecano            | Huasteco, San Luís Potosí         | hva        | 70 000 no México                                           |
| Maia    | Canjobalano-chujeano | Chujeano         | Chujeano              | Chujeano              | Chuj, San Sebastián Coatán        | cac        | 19 000 na Guatemala                                        |
| Maia    | Canjobalano-chujeano | Chujeano         | Chujeano              | Chujeano              | Chuj, Ixtatán                     | cnm        | 22 000 na Guatemala 9 500 no México                        |
| Maia    | Canjobalano-chujeano | Chujeano         | Chujeano              | Chujeano              | Tojolabal                         | toj        | 36 000 no México                                           |
| Maia    | Canjobalano-chujeano | Canjobalano      | Canjobal-Jacalteco    | Canjobal-Jacalteco    | Jacalteco, Oriental               | jac        | 11 000 na Guatemala                                        |
| Maia    | Canjobalano-chujeano | Canjobalano      | Canjobal-Jacalteco    | Canjobal-Jacalteco    | Jacalteco, Ocidental              | jai        | 78 000 na Guatemala 10 000 no México                       |
| Maia    | Canjobalano-chujeano | Canjobalano      | Canjobal-Jacalteco    | Canjobal-Jacalteco    | Canjobal, Oriental                | kjb        | 78 000 na Guatemala                                        |
| Maia    | Canjobalano-chujeano | Canjobalano      | Canjobal-Jacalteco    | Canjobal-Jacalteco    | Acateco                           | knj        | 49 000 na Guatemala 10 000 no México                       |
| Maia    | Canjobalano-chujeano | Canjobalano      | Mochó (Mototzintleco) | Mochó (Mototzintleco) | Mochó                             | mhc        | 170 no México                                              |
| Maia    | Quicheano-mameano    | Grande-mameano   | Ixilano               | Ixilano               | Aguacateco                        | agu        | 18 000 na Guatemala                                        |
| Maia    | Quicheano-mameano    | Grande-mameano   | Ixilano               | Ixilano               | Ixil, Nebaj                       | ixi        | 35 000 na Guatemala                                        |
| Maia    | Quicheano-mameano    | Grande-mameano   | Ixilano               | Ixilano               | Ixil, Chajul                      | ixj        | 18 000 na Guatemala                                        |
| Maia    | Quicheano-mameano    | Grande-mameano   | Ixilano               | Ixilano               | Ixil, San Juan Cotzal             | ixl        | 16 000 na Guatemala                                        |
| Maia    | Quicheano-mameano    | Grande-mameano   | Mameano               | Mameano               | Mam, Setentrional                 | mam        | 200 000 na Guatemala 1 000 no México                       |
| Maia    | Quicheano-mameano    | Grande-mameano   | Mameano               | Mameano               | Mam, Meridional                   | mms        | 125 000 na Guatemala                                       |
| Maia    | Quicheano-mameano    | Grande-mameano   | Mameano               | Mameano               | Mam, Tajumulco                    | mpf        | 35 000 na Guatemala                                        |
| Maia    | Quicheano-mameano    | Grande-mameano   | Mameano               | Mameano               | Mam Tacaneca                      | mtz        | 20 000 na Guatemala 1 200 no México                        |
| Maia    | Quicheano-mameano    | Grande-mameano   | Mameano               | Mameano               | Mam, Central                      | mvc        | 100 000 na Guatemala                                       |
| Maia    | Quicheano-mameano    | Grande-mameano   | Mameano               | Mameano               | Mam, Todos Santos Cuchumatán      | mvj        | 50 000 na Guatemala 10 000 no México                       |
| Maia    | Quicheano-mameano    | Grande-mameano   | Mameano               | Mameano               | Tectiteco                         | ttc        | 1 300 na Guatemala 1 000 no México                         |
| Maia    | Quicheano-mameano    | Grande-quicheano | Queqchi               | Queqchi               | Queqchi                           | kek        | 400 000 na Guatemala 12 000 em El Salvador 9 000 no Belize |
| Maia    | Quicheano-mameano    | Grande-quicheano | Pocom                 | Pocom                 | Pocomam, Oriental                 | poa        | 12 500 na Guatemala                                        |
| Maia    | Quicheano-mameano    | Grande-quicheano | Pocom                 | Pocom                 | Pocomchi, Ocidental               | pob        | 50 000 na Guatemala                                        |
| Maia    | Quicheano-mameano    | Grande-quicheano | Pocom                 | Pocom                 | Pocomam, Central                  | poc        | 8 600 na Guatemala                                         |
| Maia    | Quicheano-mameano    | Grande-quicheano | Pocom                 | Pocom                 | Pocomchi, Oriental                | poh        | 42 000 na Guatemala                                        |
| Maia    | Quicheano-mameano    | Grande-quicheano | Pocom                 | Pocom                 | Pocomam , Meridional              | pou        | 28 000 na Guatemala                                        |
| Maia    | Quicheano-mameano    | Grande-quicheano | Quicheano verdadeiro  | Caqchiquel            | Caqchiquel, Acatenango Sudoeste   | ckk        | 500 na Guatemala                                           |
| Maia    | Quicheano-mameano    | Grande-quicheano | Quicheano verdadeiro  | Caqchiquel            | Caqchiquel, Central               | cak        | 132 000 na Guatemala                                       |
| Maia    | Quicheano-mameano    | Grande-quicheano | Quicheano verdadeiro  | Caqchiquel            | Caqchiquel, Oriental              | cke        | 100 000 na Guatemala                                       |
| Maia    | Quicheano-mameano    | Grande-quicheano | Quicheano verdadeiro  | Caqchiquel            | Caqchiquel, Setentrional          | ckc        | 24 000 na Guatemala                                        |
| Maia    | Quicheano-mameano    | Grande-quicheano | Quicheano verdadeiro  | Caqchiquel            | Caqchiquel, Santa María de Jesús  | cki        | 18 000 na Guatemala                                        |
| Maia    | Quicheano-mameano    | Grande-quicheano | Quicheano verdadeiro  | Caqchiquel            | Caqchiquel, Santo Domingo Xenacoj | ckj        | 5 000 na Guatemala                                         |
| Maia    | Quicheano-mameano    | Grande-quicheano | Quicheano verdadeiro  | Caqchiquel            | Caqchiquel, Centromeridional      | ckd        | 43 000 na Guatemala                                        |
| Maia    | Quicheano-mameano    | Grande-quicheano | Quicheano verdadeiro  | Caqchiquel            | Caqchiquel, Meridional            | ckf        | 43 000 na Guatemala                                        |
| Maia    | Quicheano-mameano    | Grande-quicheano | Quicheano verdadeiro  | Caqchiquel            | Caqchiquel, Ocidental             | ckw        | 77 000 na Guatemala                                        |
| Maia    | Quicheano-mameano    | Grande-quicheano | Quicheano verdadeiro  | Caqchiquel            | Caqchiquel, Sudoeste Yepocapa     | cbm        | 8 000 na Guatemala                                         |
| Maia    | Quicheano-mameano    | Grande-quicheano | Quicheano verdadeiro  | Quiche-Achi           | Achi, Cubulco                     | acc        | 48 000 na Guatemala                                        |
| Maia    | Quicheano-mameano    | Grande-quicheano | Quicheano verdadeiro  | Quiche-Achi           | Achi, Rabinal                     | acr        | 37 000 na Guatemala                                        |
| Maia    | Quicheano-mameano    | Grande-quicheano | Quicheano verdadeiro  | Quiche-Achi           | Quiché, Central                   | quc        | 1 900 000 na Guatemala                                     |
| Maia    | Quicheano-mameano    | Grande-quicheano | Quicheano verdadeiro  | Quiche-Achi           | Quiché, Cune'n                    | cun        | 9 000 na Guatemala                                         |
| Maia    | Quicheano-mameano    | Grande-quicheano | Quicheano verdadeiro  | Quiche-Achi           | Quiché, Oriental                  | quu        | 100 000 na Guatemala                                       |
| Maia    | Quicheano-mameano    | Grande-quicheano | Quicheano verdadeiro  | Quiche-Achi           | Quiché, Joyabaj                   | quj        | 54 000 na Guatemala                                        |
| Maia    | Quicheano-mameano    | Grande-quicheano | Quicheano verdadeiro  | Quiche-Achi           | Quiché, San Andrés                | qxi        | 20 000 na Guatemala                                        |
| Maia    | Quicheano-mameano    | Grande-quicheano | Quicheano verdadeiro  | Quiche-Achi           | Quiché, Centro Ocidental          | qut        | 250 000 na Guatemala                                       |
| Maia    | Quicheano-mameano    | Grande-quicheano | Quicheano verdadeiro  | Tsutuil               | Tsutuil, Oriental                 | tzj        | 50 000 na Guatemala                                        |
| Maia    | Quicheano-mameano    | Grande-quicheano | Quicheano verdadeiro  | Tsutuil               | Tsutuil, Ocidental                | tzt        | 34 000 na Guatemala                                        |
| Maia    | Quicheano-mameano    | Grande-quicheano | Sacapulteco           | Sacapulteco           | Sacapulteco                       | quv        | 37 000 na Guatemala                                        |
| Maia    | Quicheano-mameano    | Grande-quicheano | Sipacapense           | Sipacapense           | Sipacapense                       | qum        | 8 000 na Guatemala                                         |
| Maia    | Quicheano-mameano    | Grande-quicheano | Uspanteco             | Uspanteco             | Uspanteco                         | usp        | 3 000 na Guatemala                                         |
| Maia    | Iucatecano           | Itzá             | Itzá                  | Itzá                  | Itzá                              | itz        | † (na Guatemala)                                           |
| Maia    | Iucatecano           | Itzá             | Itzá                  | Itzá                  | Mopan                             | mop        | 8 000 no Belize 2 600 na Guatemala                         |
| Maia    | Iucatecano           | Lacandão         | Lacandão              | Lacandão              | Lacandão                          | lac        | 1 000 no México                                            |
| Maia    | Iucatecano           | Lacandão         | Lacandão              | Lacandão              | Maia iucateco                     | yua        | 700 000 no México 5 000 no Belize                          |
| Maia    | Iucatecano           | Lacandão         | Lacandão              | Lacandão              | Maia Chan Santa Cruz              | yus        | 40 000 no México                                           |

## Famílias por afinidade regional
As famílias linguísticas aqui mencionadas não formam clados genéticos comprovados; porém são idiomas com grande léxico comum, gramática semelhante e faladas na mesma região. Alguns idiomas formam pequenas famílias linguísticas com outros por relação genética.

### Família Caucasiana
Falado em: região do Cáucaso

#### Grupo do noroeste
- Abecásio — língua falada na República Autônoma da Abecásia, país de facto independente, mas reconhecido internacionalmente como uma província da Geórgia.
- Abaza — língua falada na República Autônoma de Carachai-Circássia, na Rússia.
- Adigue — língua falada na República Autônoma de Adiguésia, na Rússia.
- Cabardino — língua falada nas repúblicas autônomas de Carachai-Circássia e Kabardino-Balcária, na Rússia.

#### Grupo nakh
Línguas faladas nas repúblicas autônomas da Chechênia, e Inguchétia, na Rússia, e na Geórgia.
- Bats
- Checheno (Noxçiyn)
- Inguchétio

#### Grupo avar
Línguas faladas na República Autônoma do Daguestão, na Rússia, e no Azerbaijão.
- Avar
- Andi

#### Grupo tzez
Línguas faladas no sul do Daguestão.
- Bezhta
- Tsez

#### Grupo lesguiano
Línguas faladas no sul do Daguestão e norte do Azerbaijão.
- Tabassarão
- Lezgui
- Agul
- Tsakhur
- Udi

#### Grupo cartveliano ou meridional
- Svan — língua falada na Geórgia e norte da Turquia.

Línguas faladas na Geórgia e norte da Turquia:
- Georgiano
- Gruzinic

Línguas faladas na Geórgia e norte da Turquia:
- Mingreliano
- Laz

#### Outras línguas caucasianas
- Khinalug — Línguas faladas norte do Azerbaijão.
- Dargwa — Línguas faladas na região central do Daguestão.
- Lak — Línguas faladas na região central do Daguestão.

### Família altaica
Falado em: faixa entre a Turquia e o Japão

#### Grupo turcomano
Falado em: Anatólia e Ásia central
- Turco
- Turcomeno
- Quirguiz
- Uzbeque
- Uigur
- Azeri
- Cazaque
- Baquírio

#### Grupo mongólico
Falado em: Mongólia e Sibéria
- Mongol
- Buriate
- Calmuque

#### Grupo tungúsico
Falado em: Sibéria e nordeste da China
- Manchu
- Xibe
- Nanai
- Evenki

#### Grupo japônico
Falado em: Japão
- Japonês
- Ryukyu
  - Okinawano
  - Miyako

#### Outras línguas altaicas
- Coreano
- Ainu †

### Família do Sudeste Asiático

#### Grupo tai-kadai
- Hlai
  - Jiamao
  - Hlai
- Geyan
  - Gelao
  - Buyang
  - Yerong
  - Lachi
- Tailandês
- Lao
- Shan

#### Grupo mon-khmer
- Cambojano
- Banárico
- Catúico
- Palaúngico
- Vietnamita
- Munda
- Hmong

### Línguas africanas
(Excluídas as das famílias Camito-Semítica e Nigero-Congolesa)

#### Família kru
- Bassa — Língua falada na Libéria
- Bété — Língua falada na Costa do Marfim

#### Família cuá
- acã
- Baulé
- jeje
- Fon

#### Família mandê
- Bambara
- Mandinga
- Mende
- Soninquê

#### Família coissã
- Kung-ekoka
- ǃxóõ
- Sandawe

### Línguas indígenas brasileiras
Nota: muitos destes idiomas são falados por comunidades muito pequenas e sem registro histórico escrito, sem meios para estabelecer relações genéticas mais detalhadas.

#### Família tupi-guarani
- Aquáua
- Amanayé
- Anambé
- Apiaká
- Araueté
- Assurini do Xingu
- Assurini do Tocantins
- Avá-canoeiro
- Guajá
- Guarani — Uma das línguas oficiais do Paraguai, também falado no Brasil.
- Kaapór
- Camaiurá
- Caiabi
- Cauaíbe
- Cocama
- Tapirapé
- Teneteara
- Oiampi
- Xetá
- Zoé
- Tupinambá
- Nheengatu
- Paulista † — Era mais falada por brancos e caboclos, como os bandeirantes
- Tupiniquim
- Potiguara
- Karitiana
- Aueté
- Juruna
- Xipaia
- Mawé
- Mondé
- Mundurucu
- Kuraya
- Puroborá
- Caro
- Tupari
- Ajuru
- Makurap
- Mekém
- Sakirabiar

#### Famíliamacro-jê
- Bororo
- Umutina
- Crenaque
- Guató
- A’uwen
- Apinajé
- Camacã †
- Kaingang
- Caiapó
- Panará
- Suyá
- Timbira
- Xokleng
- Cariri †
- Iaté
- Krahô
- Masacará †

#### Outras línguas
- Língua sanumá
- Língua ofaié
- Língua yatê
- Língua jabuti
- Língua mura
- Língua pirahã

## Idiomas isolados
Os idiomas listados nesta categoria não têm parentesco conhecido com nenhum outro idioma.
- Aimará — Uma das línguas oficiais da Bolívia
- Basco — Falado no País Basco, sem nenhuma língua similar conhecida.
- Burushaski — Falado em regiões da Índia e do Paquistão.
- Etrusco † — suplantada pelo Latim no Império Romano, e hoje extinta
- Nauatle — Língua indígena da América Central, historicamente falada pelos Astecas.
- Quíchua — Língua mais falada no Império Inca, até hoje falada por milhões de pessoas no Peru, Bolívia, Equador, Chile,e Argentina
- Sentinelês — Falado na ilha de Sentinela, administrada pela Índia. Nada se sabe sobre o idioma (ou grupo de idiomas), posto que todas as tentativas de contato com os habitantes desta ilha foram fracassados.
- Sioux — Falado pela etnia Sioux nos Estados Unidos
- Sumério † — Idioma falado na Mesopotâmia, até o segundo milênio antes de Cristo

## Línguas crioulas

### De base lexical francesa
- Crioulo haitiano — Língua falada em Haiti

### De base lexical ibérica
- Papiamento — Língua falada em Aruba e nas Antilhas holandesas

### De base lexical inglesa
- Bislama — Língua falada em Vanuatu
- Tok Pisin — Língua falada na Papua-Nova Guiné

### De base lexical ngbandi
- Sango — Língua falada na República Centro-Africana

### De base lexical portuguesa
- Angolar — Língua falada em São Tomé e Príncipe
- Crioulo cabo-verdiano — Língua falada em Cabo Verde
- Crioulo da Guiné-Bissau — Língua falada em Guiné-Bissau
- Fá d’Ambô — Língua falada na Guiné Equatorial
- Forro — Língua falada em São Tomé e Príncipe
- Principense — Língua falada em São Tomé e Príncipe

## Línguas artificiais
As línguas artificiais estão dividida em línguas auxiliares, lógicas e artísticas, e seus respectivos subgêneros.

### Línguas auxiliares

#### Mais faladas
- Esperanto
- Ido
- Intereslavo
- Interlíngua
- Interlíngue/Occidental
- Latino sine flexione
- Novial
- Toki Pona
- Volapuque

#### Menos faladas
- Adjuvilo
- Bolak
- Esperanto sen fleksio
- Eurolengo
- Europanto
- Glosa
- Idiom Neutral
- Intal
- Interglossa
- Kotava
- Lingua Franca Nova
- Língua românica comum unificada
- Neo
- Pasilingua
- Romanid
- Romániço
- Rúnico
- Sambahsa
- Slovio
- Spokil
- Yvle

#### Línguas controladas
- Inglês básico (também conhecida como inglês simplificado ou inglês simples (Simple English))
- Yerkish

### Línguas artísticas

#### Literatura
- Dothraki, George R. R. Martin, em As Crônicas de Gelo e Fogo
- Valiriano, George R. R. Martin, em As Crônicas de Gelo e Fogo
- Novilíngua, George Orwell, em 1984
- Quenya, J. R. R. Tolkien
- Sindarin, J. R. R. Tolkien
- Khuzdul, J. R. R. Tolkien
- Sildavo, Hergé em Aventuras de Tintim
- Speedtalk, Robert A. Heinlein em Gulf
- Língua Superior, Stephen King
- Língua Antiga, Christopher Paolini
- Língua Ellene, Ricardo Rangels em A Mitologia Allane
- Utopiano, Thomas More em Utopia
- Kobaïan, Christian Vander para sua banda Magma

#### Ficção científica
- Klingon
- Na'vi
- Nadsat, criada por Anthony Burgess, no livro Laranja Mecânica
- Novilíngua, criada por George Orwell, no livro 1984
- Língua atlante
- Kēlen
- Teonaht

#### Línguas filosóficas
- aUI
- Láadan